# Iperyt bromowy
Iperyt bromowy – organiczny związek chemiczny z grupy tioeterów, bromowy analog iperytu siarkowego. Po raz pierwszy został użyty jako parzący bojowy środek trujący przez Niemców w czasie I wojny światowej na froncie rosyjskim, jednak atak ten nie powiódł się z powodu niskiej temperatury, w której iperyt nie mógł odparować (choć według innych źródeł, iperyt bromowy był badany przez Niemców pod koniec wojny, ale nie został nigdy użyty w działaniach wojennych).

## Otrzymywanie
Iperyt bromowy może być otrzymywany poprzez bromowanie tiodiglikolu w temperaturze 0 °C z użyciem trifenylofosfiny i tetrabromometanu w suchym THF. Otrzymany iperyt jest następnie, po dodaniu wody, ekstrahowany wraz z eterem. Przy oczyszczaniu stosuje się chromatografię na silikażelu w układzie heksan–octan etylu.

## Właściwości
Ma zbliżone właściwości chemiczne i fizyczne do iperytu siarkowego. Jest jednak mniej toksyczny od niego i jednocześnie bardziej reaktywny (ma większą podatność na hydrolizę), co wraz z mniej pożądanymi właściwościami fizycznymi czyni go potencjalnie nieprzydatnym jako bojowy środek trujący. Jego lotność w 20 °C wynosi 400 mg/m³.